# Marius Lăcătuş
Marius Mihai Lăcătuș (Brassó, 1964. április 5. –) román válogatott labdarúgó, edző.
A román válogatott tagjaként részt vett az 1996-os Európa-bajnokságon, illetve az 1990-es és az 1998-as világbajnokságon.

## Sikerei, díjai
Steaua București
- Román bajnok (10): 1984–85, 1985–86, 1986–87, 1987–88, 1988–89, 1993–94, 1994–95, 1995–96, 1996–97, 1997–98
- Román kupa (6): 1984–85, 1986–87, 1988–89, 1995–96, 1996–97, 1998–99
- Román szuperkupa (3):  1994, 1995, 1998
- Bajnokcsapatok Európa-kupája (1): 1985–86
- UEFA-szuperkupa (1): 1986
- Interkontinentális kupa döntős (1): 1986